# Terčovnice síťnatá
Terčovnice síťnatá (Disciotis venosa) je vzácná vřeckovýtrusná houba z čeledi smržovitých, patří do rodu terčovnice. Ten je velmi blízký rodům smrž a kačenka.

## Popis
Plodnice – apothecium je nápadná především svým hnědým, k zemi přisedlým, až 20 cm širokým miskovitým až kalichovitým, postupně se do široka rozevírajícím tvarem a vrásčitým a zvlněným, jakoby drobně žilnatým povrchem. Svrchní strana je zbarvena okrově. žlutohnědě až i kaštanově hnědě. Z vnější strany je plodnice bělavá nebo bledě šedohnědá a jemně plstnatá, s patrnými tmavšími vločkami. Třeň je velice krátký; celá plodnice je přiseldá k zemi. Spory jsou velké 14–16 × 8–10 µm. Páchne po chlóru.

## Výskyt
Terčovnice roste na jaře, hlavně v dubnu a květnu. Vyskytuje se prakticky v celém mírném pásu, v Česku je poměrně vzácná. Roste zejména ve vápencových oblastech v listnatých lesích na vlhčích místech, zejména v lužních lesích, v porostech devětsilu, též podél cest, v parcích a zahradách, často na stejných stanovištích jako smrž polovolný.

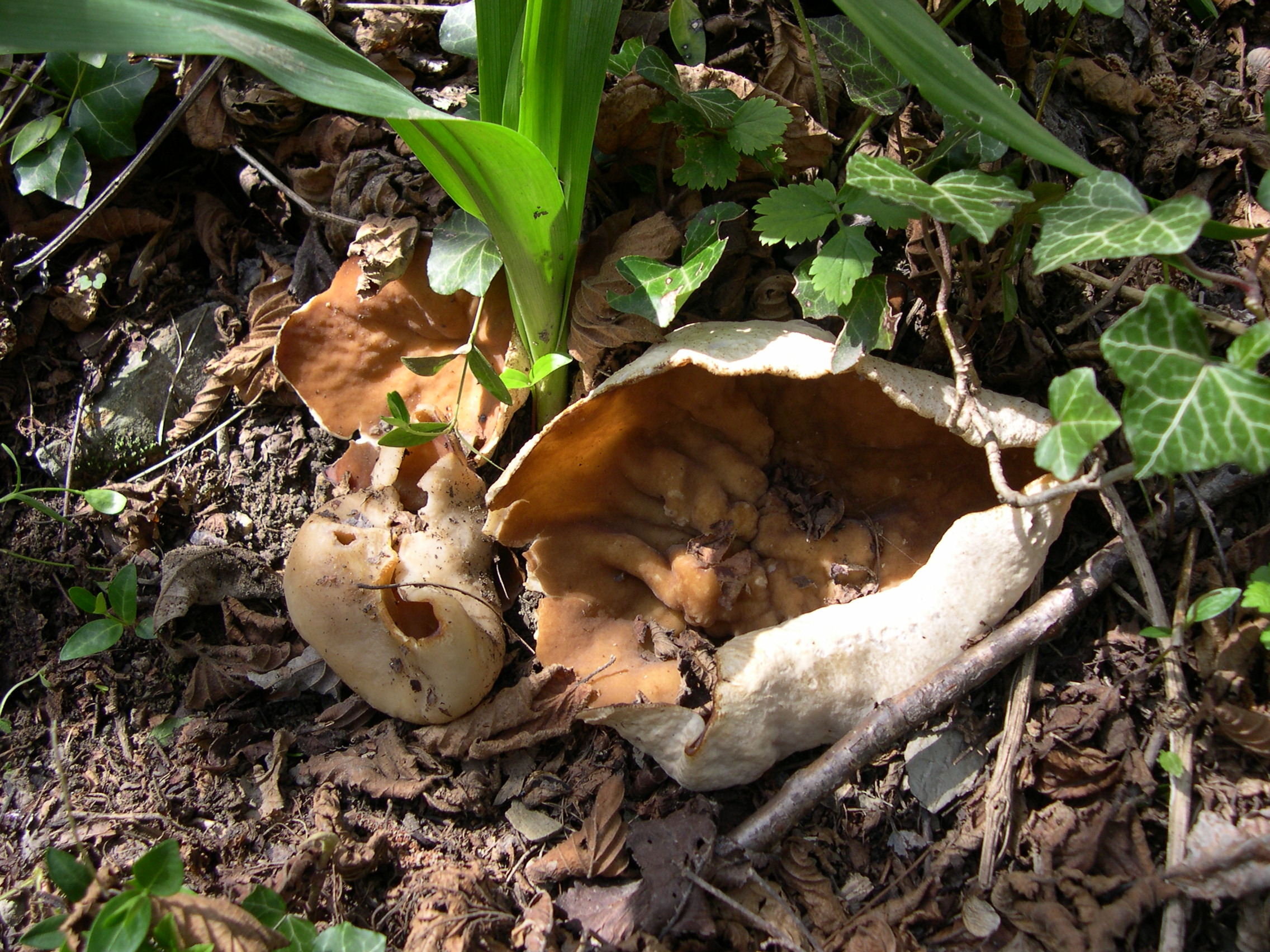
Terčovnice síťnatá (Disciotis venosa)

Terčovnice síťanatá je zařazena do Červeného seznamu hub České republiky jako ohrožený druh (kategorie EN).

## Použití
Terčovnice síťnatá je jedlá, ale nevalné chuti, jako ohrožený druh by neměla být sbírána ke kuchyňským účelům.